# متیو بیدا
متیو بیدا (انگلیسی: Mathieu Béda؛ زادهٔ ۲۸ ژوئیهٔ ۱۹۸۱) بازیکن فوتبال اهل فرانسه است.
از باشگاه‌هایی که در آن بازی کرده‌است می‌توان به باشگاه فوتبال سنت ترویدنس، باشگاه فوتبال زوریخ، باشگاه فوتبال نانسی، باشگاه فوتبال کایزرسلاوترن، باشگاه فوتبال مونیخ ۱۸۶۰، باشگاه فوتبال کن، باشگاه فوتبال بوردو، باشگاه فوتبال بروسیا مونشن‌گلادباخ، و باشگاه فوتبال استاندارد لیژ اشاره کرد.